# Actina jezoensis
Actina jezoensis är en tvåvingeart som först beskrevs av Matsumura 1916.  Actina jezoensis ingår i släktet Actina och familjen vapenflugor. Inga underarter finns listade i Catalogue of Life.